# Відносний ризик
Відносний ризик (англ. англ. relative risk (RR)) у медичній статистиці та епідеміології - відношення ризику настання певної події у осіб, які зазнали впливу фактора ризику (p exposed), по відношенню до контрольної групи (P non-exposed).
{\displaystyle RR={\frac {p_{\text{exposed}}}{p_{\text{non-exposed}}}}}
| Ризик     | Наявність захворювання | Наявність захворювання |
| Ризик     | Є                      | Відсутня               |
| --------- | ---------------------- | ---------------------- |
| Курець    | {\displaystyle a}      | {\displaystyle b}      |
| Некурячий | {\displaystyle c}      | {\displaystyle d}      |

Розглянемо приклад де ймовірність розвитку раку легень у курців дорівнюватиме 20 %, а серед некурців 1 %. Ця ситуація відображена у таблиці 2 × 2 праворуч.
Тут a = 20, b = 80, c = 1, а d = 99. Відповідно, відносний ризик розвитку раку легень у курців буде
{\displaystyle RR={\frac {a/(a+b)}{c/(c+d)}}={\frac {20/100}{1/100}}=20.}
Курці будуть у 20 разів більш схильні до раку легень ніж некурці.

## Числовий приклад
| Показник              | Експериментальна група (Е)   | Контрольна група (К)         | Разом |
| --------------------- | ---------------------------- | ---------------------------- | ----- |
| Випадки (В)           | ЕВ = 15                      | КВ = 100                     | 115   |
| Не випадки (Н)        | ЕН = 135                     | КН = 150                     | 285   |
| Усього суб'єктів (С)  | ЕС = ЕВ + ЕН = 150           | КС = КВ + КН = 250           | 400   |
| Частота випадків (ЧВ) | ЕЧВ = ЕВ / ЕС = 0,1 або 10 % | КЧВ = КВ / КС = 0,4 або 40 % | —     |

| Змінна                                  | Скорочення | Формула                       | Значення      |
| --------------------------------------- | ---------- | ----------------------------- | ------------- |
| Абсолютне зниження ризику               | АЗР, ARR   | КЧВ − ЕЧВ                     | 0,3 або 30 %  |
| Кількість, яку необхідно пролікувати    | КНП, NNT   | 1 / (КЧВ − ЕЧВ)               | 3,33          |
| Відносний ризик (співвідношення ризику) | ВР, RR     | ЕЧВ / КЧВ                     | 0,25          |
| Відносне зниження ризику                | ВЗР, RRR   | (КЧВ − ЕЧВ) / КЧВ, або 1 − ВР | 0,75 або 75 % |
| Відворотна частка серед незазналих      | ВЧн, PFu   | (КЧВ − ЕЧВ) / КЧВ             | 0,75          |
| Співвідношення шансів                   | СШ, OR     | (ЕВ / ЕН) / (КВ / КН)         | 0,167         |

## Використання
Відносний ризик часто використовується в статистичному аналізі парних результатів, коли вихід, що цікавить, має відносно низьку ймовірність. Таким чином, відносний ризик часто використовується в медичних дослідженнях для порівняння ризику розвитку захворювання у пацієнтів, які отримують лікування (або плацебо) з пацієнтами, які отримують лікування. В інших випадках використовується для порівняння ризику ускладнень у пацієнтів, які отримують ліки з пацієнтами, які не отримують або отримують плацебо. Особлива привабливість відносного ризику полягає у простоті розрахунку для нескладних випадків.
У простому порівнянні між експериментальною та контрольною групами:
Відносний ризик 1 означає, що немає різниці в ризик між двома групами
Відносний ризик <1 означає, що в експериментальній групі подія розвивається рідше, ніж у контрольній
Відносний ризик > 1 означає, що у експериментальної групі подія розвивається частіше, ніж у контрольної.